# Laval-Morency
Laval-Morency é uma comuna francesa na região administrativa de Grande Leste, no departamento das Ardenas. Estende-se por uma área de 4,28 km². Em 2010 a comuna tinha 253 habitantes (densidade: 59,1 hab./km²).